# Adobe InDesign
Chronologie des versions
Adobe PageMaker
Adobe InDesign est un logiciel de PAO produit par Adobe Systems. Initialement conçu pour créer des œuvres telles que des affiches, dépliants, brochures, magazines, journaux ou livres, il permet également de publier plusieurs types de contenus adaptés aux tablettes, lorsque utilisé avec Adobe DPS. Les principaux utilisateurs de ce logiciel sont les graphistes et les artistes professionnels qui créent et font la mise en page de périodiques, d'affiches et d'autres produits destinés à l'impression. Par ailleurs, il prend en charge l'exportation des formats des livres numériques EPUB et SWF, ainsi que d'autres formats numériques, tels que des magazines et divers produits adaptés à la consultation sur tablette tactile. En outre, InDesign prend en charge le format XML, les feuilles de style et d'autres langages de programmation, ce qui permet de l'utiliser pour exporter du texte balisé pour l'utilisation d'autres formats numériques. Le logiciel de traitement de texte Adobe InCopy utilise le même système de mise en forme qu'InDesign.

## Histoire
InDesign est le successeur d'Adobe PageMaker, qui a été acquis lors de l'achat d'Aldus vers la fin de l'année 1994. En 1998, PageMaker avait perdu la quasi-totalité du marché professionnel au profit de QuarkXPress 3.3, sorti en 1992, et 4.0, sorti en 1996. Quark a annoncé son intention de racheter Adobe et de céder la société combinée de PageMaker pour éviter les problèmes que causerait une situation de monopole. Adobe a refusé l'offre d'achat de Quark, optant plutôt pour la poursuite du travail sur un nouveau logiciel de mise en page. Le projet avait été lancé par Aldus sous le nom de code Shuksan. Son nom de code a ensuite été changé pour K2, avant d'être publié sous le nom de InDesign 1.0 en 1999.
En 2002, InDesign a été le premier logiciel de PAO produit nativement pour Mac OS X. Dans sa version 3 (InDesign CS), il est inclus avec Photoshop, Illustrator et Acrobat dans la Creative Suite.
InDesign exporte des documents au format Portable Document Format (PDF) avec un support multilingue. Il a été le premier logiciel de PAO à offrir l'utilisation de l'Unicode pour le traitement de texte, la typographie avancée avec le support de polices OpenType, des fonctions de transparence avancées, des styles de mise en page, l'alignement optique des marges et la création de scripts supportés sur plusieurs plateformes par JavaScript.
Les versions suivantes du logiciel introduisent de nouveaux formats de fichiers. Cependant, afin de supporter ces nouvelles fonctionnalités, notamment celles liées à la typographie, le logiciel et son format de document ne sont pas rétrocompatibles. InDesign CS2 introduit le format INX (extension de fichier.inx), basé sur une représentation XML des documents, qui permet une rétrocompatibilité pour les futures versions. Les versions InDesign CS ayant reçu la mise à jour d'Avril 2005 peuvent lire les fichiers créés par InDesign CS2 exportés au format INX. À partir d'InDesign CS4, Adobe remplace INX avec le InDesign Markup Language (IDML), un autre format de fichier basé lui aussi sur une représentation XML.
InDesign CS3 est mis sur le marché en 2007, deux ans après sa date de sortie prévue. Il est fourni en Universal binaries, c'est-à-dire qu'il est conçu nativement pour s'exécuter sur les processeurs Intel et PowerPC. Le PDG d'Adobe, Bruce Chizen, avait annoncé qu'« Adobe sera le premier d'une gamme complète d'applications universelles. ».

### InDesign et Leopard
InDesign CS3 avait initialement de sérieux problèmes de compatibilité avec Leopard (Mac OS X v10.5). À l'époque, Adobe a déclaré qu'il n'existait aucune solution satisfaisante pour ces problèmes. Apple a résolu ce défaut de compatibilité avec la mise à jour d'OS X 10.5.4.

### Server version

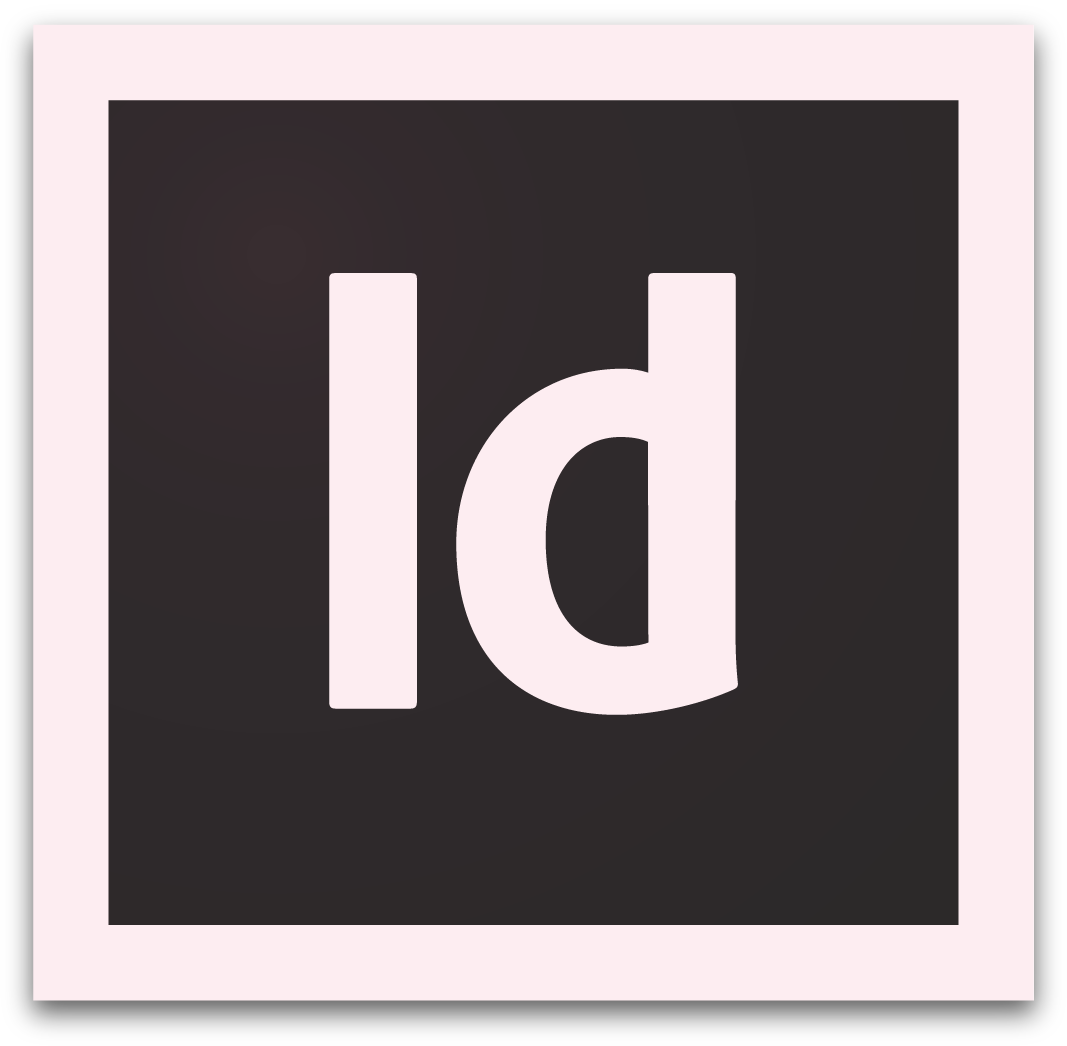
Adobe InDesign Server

En octobre 2005, Adobe publie InDesign Server CS2, une version modifiée d'InDesign sans interface utilisateur pour les plateformes de serveur Windows et Macintosh. Il ne fournit pas de fonctionnalité d'édition, il s'agit plutôt d'un logiciel conçu pour permettre aux développeurs de créer des solutions client-serveur avec la technologie de plugin InDesign. En mars 2007, Adobe a annoncé officiellement l'intégration d'Adobe InDesign CS3 Server dans le produit Adobe InDesign.

## Critique concernant l'exploitation des données œuvres créées, modifiées ou transmises
Le 5 juin 2024, les conditions d'utilisation sont remaniées et explicitent une évolution de février 2024 pour autoriser Adobe à exploiter par des moyens manuels ou automatiques tout texte, information, communication, contenus vidéo et audio, documents et images qui lui sont envoyés ou traités avec ses logiciels. Cette exploitation est autorisée par défaut pour les comptes non professionnels. Elle permet entre autres l'exploitation pour l'apprentissage par une intelligence artificielle.